# Фроловское (городской округ Озёры)
Фроловское — село в городском округе Озёры Московской области России.
До 2015 года относилось к сельскому поселению Клишинское, до муниципальной реформы 2006 года — село Дулебинского сельского округа. Население — 56 чел. (2015).

## География
Расположено примерно в 11 км к югу от центра города Озёры, на берегу реки Большой Смедовы, при впадении в неё реки Веенки (бассейн Оки), и является самым южным населённым пунктом Озёрского района. В селе три улицы — Веенка, Заречная и Центральная. Ближайший населённый пункт — деревня Облезьево. Связано автобусным сообщением с районным центром.

## Исторические сведения
В XVIII веке во Фроловском была построена деревянная церковь Флора и Лавра с Никольским приделом. В 1800 и 1850 гг. ремонтировалась. Сломана в середине XX века.
В «Списке населённых мест» 1862 года Фроловское — владельческое село 2-го стана Каширского уезда Тульской губернии по левую сторону Зарайской большой дороги (с севера на юг), в 25 верстах от уездного города, при речке Смедве, с 25 дворами, православной церковью и 229 жителями (97 мужчин, 132 женщины).
Постановлением президиума Каширского уездного исполнительного комитета 4 апреля 1923 года Каширский уезд включён в состав Московской губернии.
В материалах Всесоюзной переписи населения 1926 года указаны сёла Фроловское-Головино (146 жителей, 40 хозяйств, сельсовет) и Фроловское-Кремешино (275 жителей, 59 хозяйств, сельсовет) Богатищевской волости Каширского уезда.

## Население
| 1859 | 2002 | 2006 | 2010 | 2015 |
| ---- | ---- | ---- | ---- | ---- |
| 229  | ↘45  | ↘44  | ↗64  | ↘56  |